# Kibab Saghir
Kibab Saghir (arab. قبب صغير) – wieś w Syrii, w muhafazie Aleppo. W 2004 roku liczyła 132 mieszkańców.